# 笑撃!突撃!ダジャレスラー
『笑撃!突撃!ダジャレスラー』（しょうげき!とつげき!ダジャレスラー）は、もえるによる日本の漫画作品。『月刊コミックブンブン』（ポプラ社）にて、2009年7月から休刊号である2009年10月号まで連載された。ジャンルは熱血ギャグ漫画。